# シクロペンタジエン
シクロペンタジエン (英: cyclopentadiene) は分子式 C5H6 で表される、5員環構造を持つ環式ジエン。炭化水素のひとつ。IUPAC名 はシクロペンタ-1,3-ジエン (英: cyclopenta-1,3-diene)。
分子量66.10、融点-85 °C、沸点41.5 - 42 °Cである。標準状態で無色透明の液体で、樟脳によく似た強い不快臭をもつ。CAS登録番号は [542-92-7]。

## 性質
水に不溶。アルコール類、エーテル類、ベンゼンに可溶。

endo-ジシクロペンタジエン

シソイド配座型が固定された 1,3-ジエン構造を持つため、ディールス・アルダー反応を起こしやすい。室温で放置すると、徐々に二量化し、ジシクロペンタジエン (C10H12) に変わる。このとき endo 体が優先する（エンド則）。これを元のシクロペンタジエンに戻すためには熱分解を行う必要がある。ほか、無水マレイン酸など、各種ジエノフィルと反応する。
シクロペンタジエンは pKa = 16 と、炭化水素としては異常に強い酸性を示す。これは、共役塩基であるシクロペンタジエニルアニオンが 6π共役系の環状構造を持ち、ヒュッケル則を満たし、即ち、芳香族性を示し、電子の非局在化による強い安定化を受けているためである。このシクロペンタジエニルアニオンは、フェロセンをはじめとするメタロセンの配位子となる。

## 調製法
二量体であるジシクロペンタジエンを150°C以上で熱分解することで得られる。ただし、熱分解時に発生したシクロペンタジエンの一部は周囲のジシクロペンタジエンとすぐさまディールス・アルダー反応することで三量体(トリシクロペンタジエン)を生成する。同機構による四量体以上の生成速度は遅いが、徐々に溜まってくる。これらオリゴマーの融点は高く熱分解後の缶出液を固化させてしまうため、注意が必要である。

## 誘導体
- バルキーシクロペンタジエニル配位子（英語版）
- カリセン
- シクロペンタジエノン（英語版）
- ジ-tert-ブチルシクロペンタジエン（英語版）
- メチルシクロペンタジエン（英語版）
- ペンタメチルシクロペンタジエン
- ペンタシアノシクロペンタジエン（英語版）